# Spodnje Gorče
Sopdnje Gorče je naselje v Občini Braslovče.